# Fuentes públicas de Valladolid

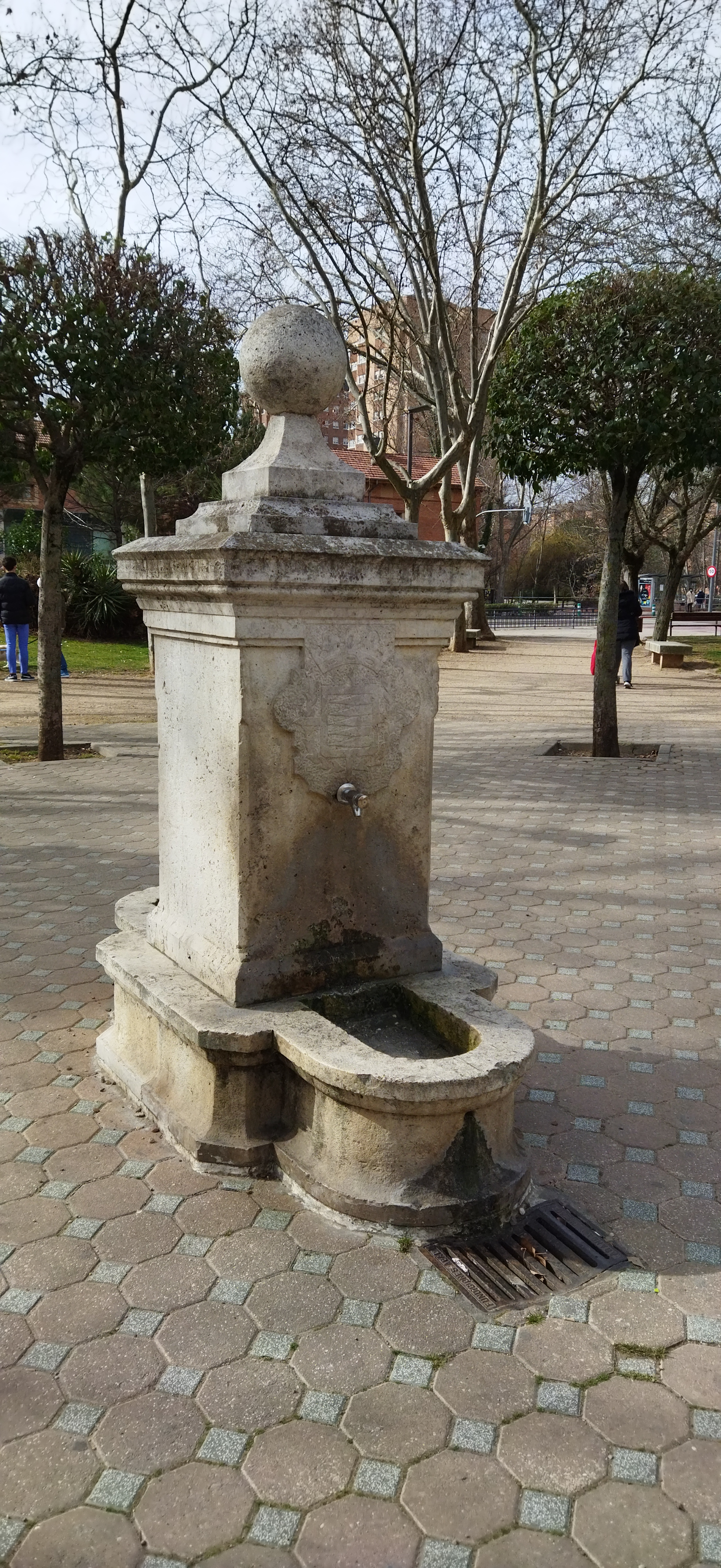
Fuente en la plaza de San Bartolomé. Diseño muy extendido a partir de mediados del siglo XX

Las fuentes públicas de Valladolid (fuentes de vecindad o fuentes del pueblo) fueron para la ciudad de Valladolid (España) un recurso de gran importancia que a partir de finales del siglo XV y siglos sucesivos  cumplieron y cumplen su función social de abastecer de agua a sus ciudadanos. A lo largo de estos siglos muchas de las primitivas fuentes fueron desapareciendo; otras modificaron su aspecto pasando de ser fuentes para agua potable a ser elementos ornamentales; otras siguieron cumpliendo su misión pero modificadas y adaptadas a los nuevos tiempos. A finales del siglo XIX y primera mitad del XX se construyeron una serie de fuentes que siguieron un mismo patrón que les dio un cierto aire de antigüedad; en el siglo XXI manan agua potable. Las primeras traídas o viajes de agua se hicieron desde los manantiales de unas fincas cercanas a Valladolid conocidas como Argales y Las Marinas. Los primeros en interesarse por la conducción de estas aguas hasta Valladolid fueron los monjes de San Benito que hicieron llegar el agua hasta el interior del monasterio. También el Ayuntamiento se tomó gran interés por esta conducción y mandó construir algunas fuentes públicas que tomaban el agua a partir de las arcas que se construyeron para la ocasión. Las dificultades y los trabajos fueron abundantes así como su mantenimiento; fueron treinta y seis años (1588 a 1621) intentando una conducción digna desde Argales a la ciudad. Todavía en el siglo XVIII continuaban las obras de mantenimiento y la lucha para que la traída de aguas fuera aceptable. En 1974 la Jefatura Provincial de Sanidad declaró la insalubridad de dichas aguas y se inutilizaron todas sus fuentes.

## Antecedentes
Valladolid y sus alrededores fue desde siempre una villa rica en aguas no solo por sus ríos sino por el subsuelo en cuyas capas freáticas  se podían perforar numerosos pozos y también por sus cuantiosos manantiales.
Los pozos constituían un abastecimiento importante aunque no siempre era fácil su elaboración. Se abrían pozos en las huertas, en los patios de las viviendas, en lugares públicos de cuya existencia se tiene conocimiento en muchos casos gracias a los testamentos que los nombraba para definir una ubicación: «… dichas casas son a la cárcava cerca del pozo»; o bien cuando el Regimiento describe algún trabajo «cabe el pozo», o por las obras mandadas hacer a ciertos brocales con el coste a cargo de los vecinos correspondientes. También se tiene noticia de un pozo público cerca del convento de san Pablo que fue restaurado por un cantero que cobró 1800 maravedíes en el año 1500. En 1506 se perforó un pozo en la Casa del Regimiento. Hubo un pozo que debió ser muy concurrido pues llegó a dar su nombre a una calle: calle del Pozo (o calle del Pozo oscuro), situado en el barrio de los judíos y en la aljama de los moros hubo otro que también dio nombre a otra calle llamada igualmente calle del Pozo que más tarde cambiaría su denominación por calle de Santa María.
Los manantiales solucionaban también la carencia de fuentes públicas. Se conocían varios que eran muy solicitados que en algunos casos habían sido aprovechados para construir una fuente muy simple, incluso un abrevadero y un lavadero. Durante el siglo XV  y siglo XVI se hizo uso del manantial conocido como Caños de la Catedral, del de la Solana, del que corría por el monasterio de Prado, el de la fuente de la Salud, el de la fuente del Sol, el que estaba en el Prado de la Magdalena y el que daba agua a la fuente del Conde, situada en el paseo del Espolón Nuevo, muy cerca del palacio de los condes de Benavente. El manantial de los Caños de la Catedral manaba bajo la capilla de san Juan Evangelista, debajo de la torre que se derrumbó en 1841. Con la traída de las aguas desde los manantiales de Argales y Las Marinas que dieron lugar a la construcción de fuentes vecinales muchos de estos manantiales se modificaron y mejoraron con la edificación de sus respectivas arquitecturas.

## La finca de Argales y Las Marinas

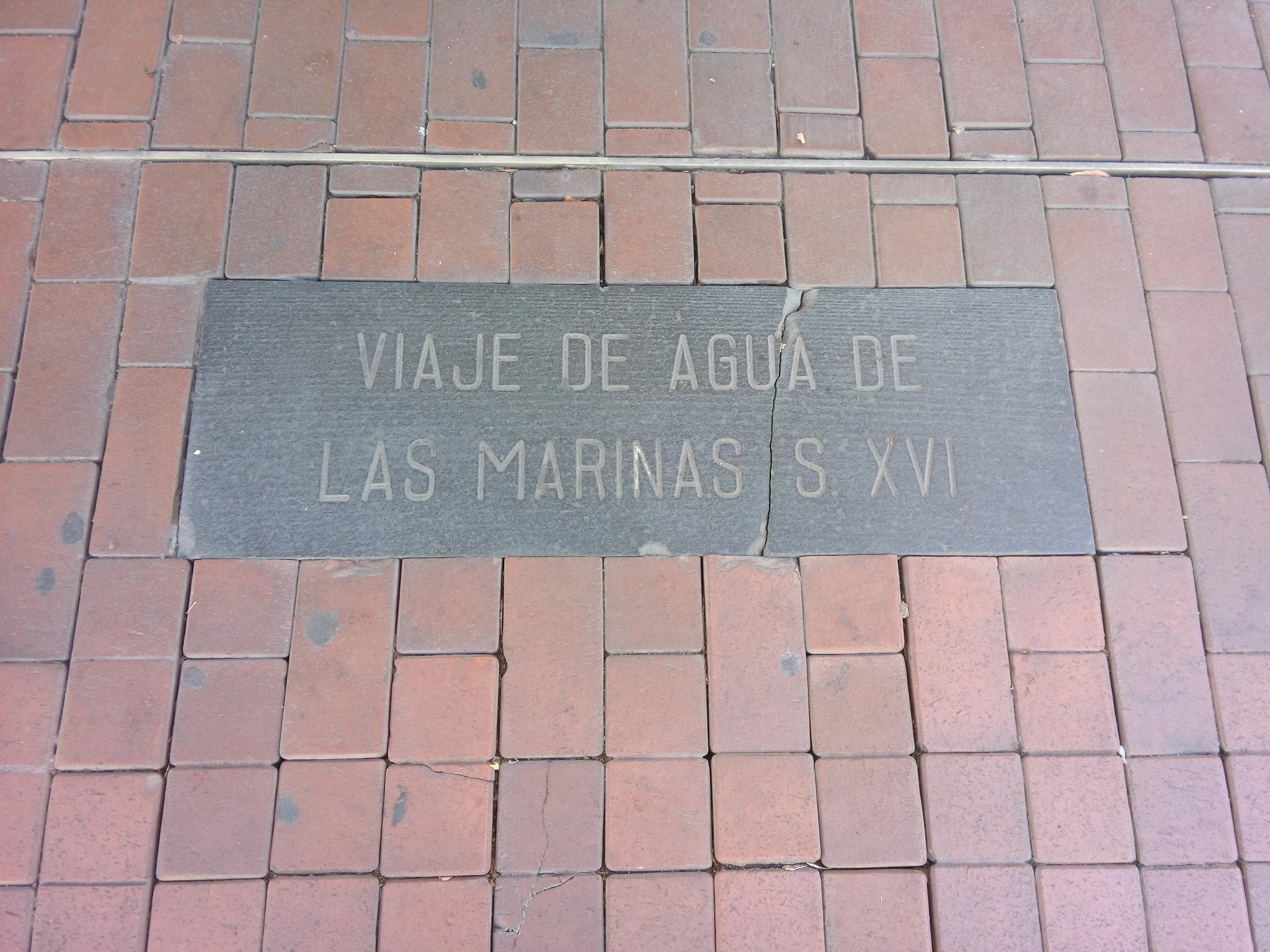
Placa que señala el viaje de agua de Las Marinas en la calle de Teresa Gil

El seis de julio de 1440 el rey Juan II de Castilla hizo donación a los monjes de san Benito de la huerta conocida como Argales (al sur de la ciudad) que tenía una fuente o manantial en su interior y otros dos en sus lindes conocidos como Las Marinas o Las Mariñas o huerta de Juan Sevillano. Después de heredada dicha huerta el prior se dispuso a transformarla en algo productivo. En aquellos momentos lo más importante fue la conducción de las aguas de los manantiales hasta el monasterio que tenían en la ciudad. La empresa comenzó en 1441 realizada por el prior fray García de Frías, amparado por una carta real y por gente principal y el diez de diciembre de 1443 llegó el agua hasta el interior del monasterio no sin grandes dificultades, mucho trabajo y muchos gastos. Esta primera conducción dio lugar a tres fuentes que sirvieron durante siglo y medio. Más tarde, ya en el siglo XVI los monjes hicieron cesión al Regimiento y dieron permiso para la traída de agua desde Argales a Valladolid. Fue el viaje nuevo de Argales.
El recorrido y distribución dentro de la ciudad comenzó en un arca que estaba en la calle llamada callejón de los Toros. Desde allí seguía su marcha hasta la puerta del Campo, Boariza (más tarde María de Molina), san Lorenzo y huerta del convento (lugar que ocuparía después la plaza de Poniente). Desde un principio el empeño del Regimiento fue que llegara el agua hasta la plaza del Mercado (plaza Mayor) y se intentó empleando el viaje desde el manantial de Las Marinas.
Teniendo en cuenta el caudal proveniente de la finca de Argales en 1603 se colocaron ocho fuentes aunque aquellas aguas en realidad solo abastecieron a tres: Fuente de la Puerta del Campo; fuente de la Gallinería Vieja (lo que fue después Fuente Dorada); fuente de la Rinconada. La traída, conducción y mantenimiento de este viaje de aguas supuso un gran esfuerzo técnico y económico. El dinero para poder pagar tales obras se recaudó de las sisas, impuestos a mercaderes, multas y hasta préstamos.

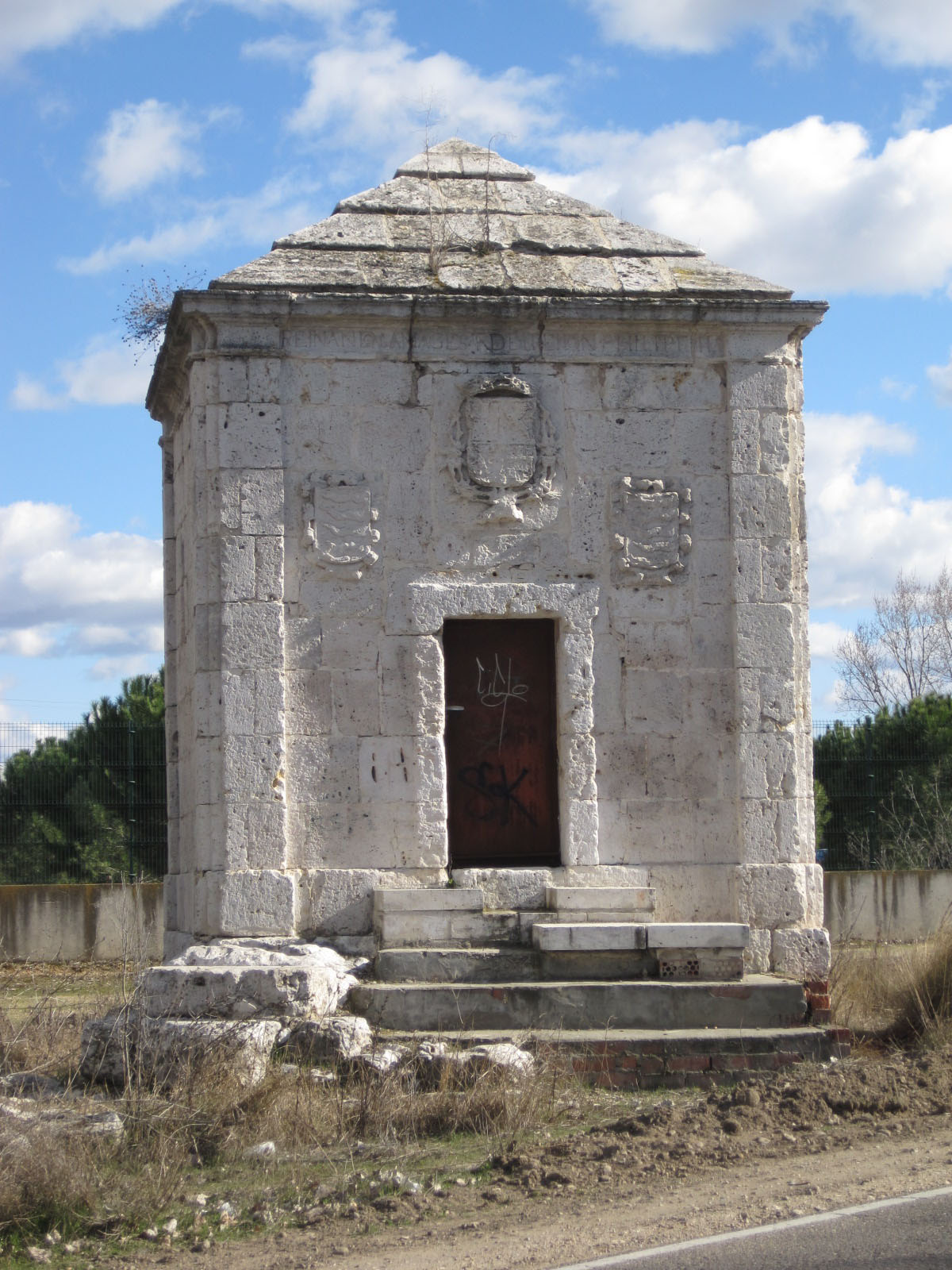
Arca Real número 1

Las arcas reales eran los registros que se utilizaban para el reparto de las aguas. La documentación atestigua que hubo al menos diecinueve desde el Campillo de san Andrés hasta el plantío de 1763 cerca del portillo de la Merced Descalza. Desde el Campillo hasta el monasterio de san Benito había siete más dos de otro desvío y desde los manantiales de Argales se contaban trece.
El manantial de la finca de Argales abasteció de agua a la ciudad de Valladolid durante casi quinientos años hasta que en julio de 1974 la Jefatura Provincial de Sanidad declaró dichas aguas como no potables y por tanto se inutilizaron todas las fuentes públicas que se abastecían de ellas.

## En elsigloXVIII
En este siglo la traída desde Argales alimentaba dentro de la ciudad las siguientes fuentes: Fuente de El Campo, situada cerca del edificio del hospital de la Resurrección y del humilladero del Cristo por lo que se le daba también el nombre de fuente del Cristo. Pero según cuenta Ventura Pérez, en 1759 la fuente manaba agua «a fuerza de rempujones» y tuvieron que deshabilitarla. La fuente del Rastro o Caños del Rastro, con un gran paredón donde estaban los caños; pero después de la inundación de 1788 quedó muy deteriorada y hubo que repararla. Fuente del Conde en el Espolón Nuevo cerca del Palacio de los Condes de Benavente. Fuente Dorada, Rinconada, barrio de Panaderos. Además estaban las fuentes privadas situadas en sus patios correspondientes del monasterio de san Benito, Comendadoras de Santa Cruz, Descalzas de san Francisco, Porta Coeli, Merced Descalza, Corpus Christi, Capuchinos, Hospital de la Resurrección; también en algunas casas de nobles. En extramuros se alimentaban de los correspondientes manantiales las fuentes de El Sol, de la Salud que además de proporcionar agua a los vecinos tenía una conducción que abastecía a la gente del arrabal de la Cistérniga. Fuente de las Puertas de Tudela y del barrio de Villanubla.
Durante todo este siglo XVIII continuaron las protestas por el mal estado de las cañerías y por las constantes roturas. Las reconstrucciones fueron frecuentes pero no suficientes. Al frente del mantenimiento estaban los maestros de obras que en este caso eran también llamados maestros fontaneros.

## En elsigloXIX
En 1862 se creó una Comisión Especial de Aguas. Se buscaron nuevas redes de abastecimiento porque el problema seguía siendo el mismo que en años pasados, es decir que el agua no abundaba y que las fuentes y los conductos se deterioraban. Tras los debates y reuniones en el Ayuntamiento se decidió llevar a cabo las nuevas propuestas que consistían en: Elevar y aprovechar el agua del río Pisuerga; arreglar y mejorar el viaje de Argales; captación de nuevos manantiales cercanos; derivación de las aguas del Duero por medio de un canal. En 1864 la situación era crítica sobre todo teniendo en cuenta la sequía de los últimos años. Había entonces en la ciudad once fuentes construidas pero solo una suministraba agua. Esto dio lugar a una situación de descontento y ambiente crispado con riñas y desorden público hasta el punto de tener que intervenir la tropa. Estando así las cosas se llegó a la decisión de hacer uso del agua del manantial de la Ría (llamado fuente de la Ría) que estaba aun sin aprovechar debidamente  que manaba en la orilla derecha  del Pisuerga, cerca del puente Mayor, al pie de la fábrica de harinas. Sus aguas llegaron en 1864 hasta los terrenos de san Benito (lo que después fue la plaza de Poniente) dejando un caño para el consumo del barrio de la Victoria. La Ría alimentó también la fuente de Las Moreras y otra en la plaza de san Nicolás. En 1888 a causa de importantes obras en el puente Mayor se desmontó la tubería que llegaba hasta san Benito aunque la conducción por el barrio de la Victoria continuó hasta mediados de 1950.
Otro manantial fue en el Sitio o Pago de las Callejas de Laguna en la ladera del cerro de san Cristóbal. Existía también la fuente o manantial de los Ángeles en el término de Villanubla.
Otra propuesta fue elevar las aguas del Pisuerga, el sueño dorado que se venía intentado desde el siglo XVII cuando se hizo uso del ingenio de Zubiaurre aunque en aquella ocasión se utilizó solo para enviar agua al palacio de la Ribera y a la Huerta del Rey a instancias de intereses personales del duque de Lerma. Se extendió la cañería de distribución por las calles principales y el Campo Grande; se construyeron diez fuentes de vecindad y noventa y siete bocas de riego. Pero hubo fallos importantes en la maquinaria de elevación y finalmente en 1886 cesó el suministro de agua desde el río. Mientras tanto se había reparado el viaje de Argales que continuaba dando un buen servicio de agua a la ciudad. Desde finales del siglo XIX hasta bien entrado el XX los vecinos siguieron pidiendo y exigiendo más fuentes.
Lo que realmente vino a salvar la situación fue la construcción del canal del Duero llevada a cabo en 1864 por la Unión Castellana; los primeros tiempos no fueron demasiado buenos y hubo sus pros y sus contras además de que la financiación no fue óptima. El empeño pasó en 1882 a la Sociedad Industrial Castellana que tampoco dio buenos resultados hasta que esta concesión pasó a manos del marqués de Salamanca que había creado la Sociedad Canal del Duero. En noviembre de 1886 las aguas del canal llegaron al depósito de san Isidro. A través de canalizaciones metálicas se distribuyó el agua por toda la ciudad. Entre el verano de 1876 y el invierno de 1878 se instalaron al menos 11 fuentes en Valladolid según consta en el AMVA.

## En elsigloXX
Valladolid contaba ya con 69 000 habitantes y el problema de abastecimiento de agua para la gran población no acababa del solucionarse porque la calidad del agua del canal no era del gusto de los vallisoletanos que añoraban las buenas aguas del manantial de Argales.

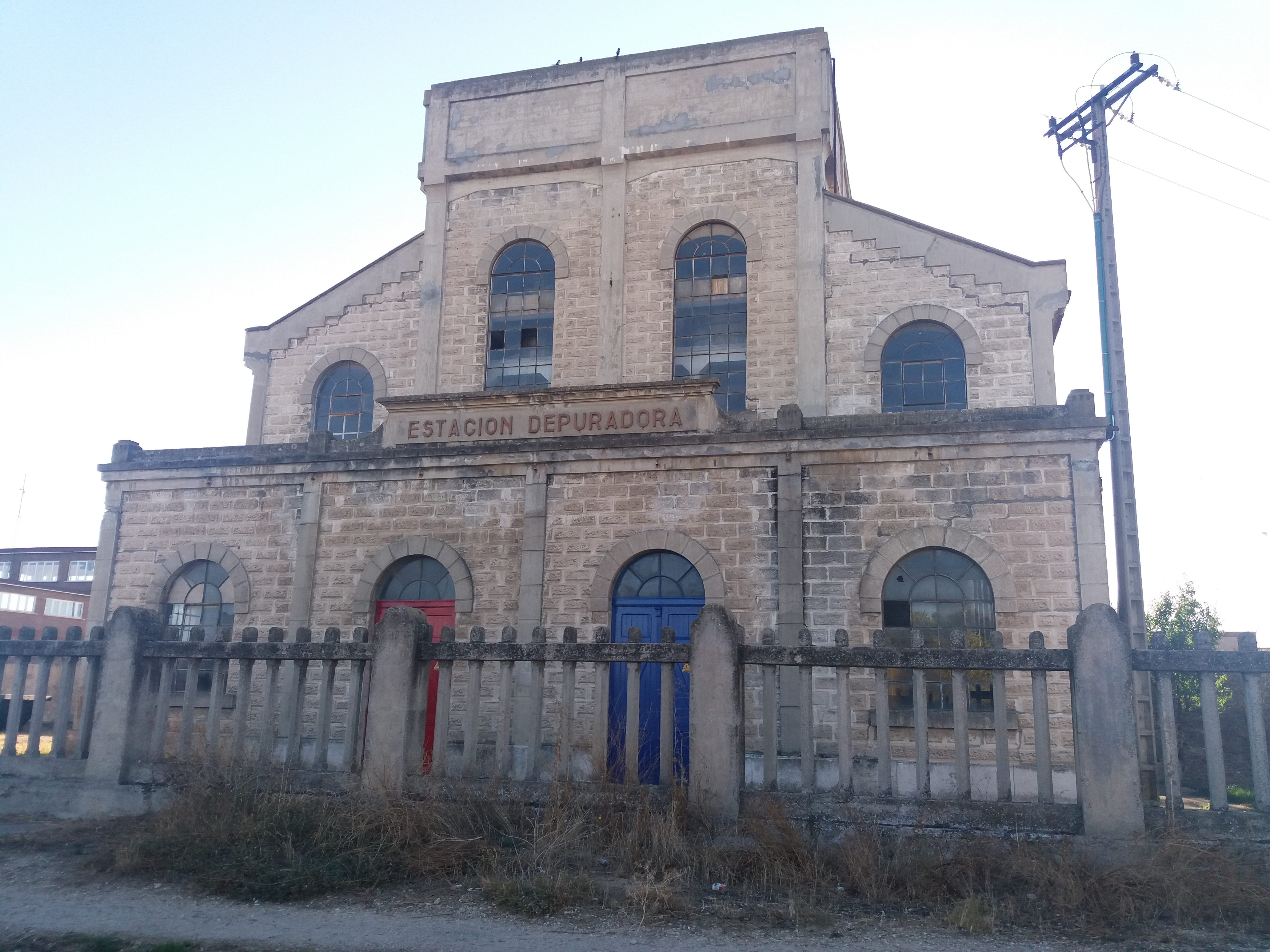
Estación depuradora de las aguas del canal del Duero en San Isidro, Valladolid

El arquitecto Juan Agapito y Revilla se encargó de hacer un exhaustivo informe con una serie de pautas a seguir con el fin de solucionar todos los problemas que se iban acumulando. En aquellos primeros años del siglo solo había dos manantiales útiles: Argales que alimentaba nueve fuentes y La Ría.  A mediados de este siglo los problemas de calidad del agua estaban solucionados obteniendo la captación del canal de Castilla y del canal del Duero es decir del río Pisuerga y del río Duero. Se construyeron depuradoras que se conocen con las siglas ETAP —estación de tratamiento de agua potable—. En 1955 se construyó la depuradora de Las Eras en la calle de las Eras con aguas captadas del canal de Castilla. La otra depuradora es más antigua, data de 1886 y capta el agua del canal del Duero; es la depuradora de San Isidro que se ubica en la avenida de Soria. En julio de 1974 la Jefatura Provincial de Sanidad declaró las aguas de Argales no potables y por tanto se inutilizaron todas las fuentes públicas que se abastecían de ellas.

## Diseño de las fuentes

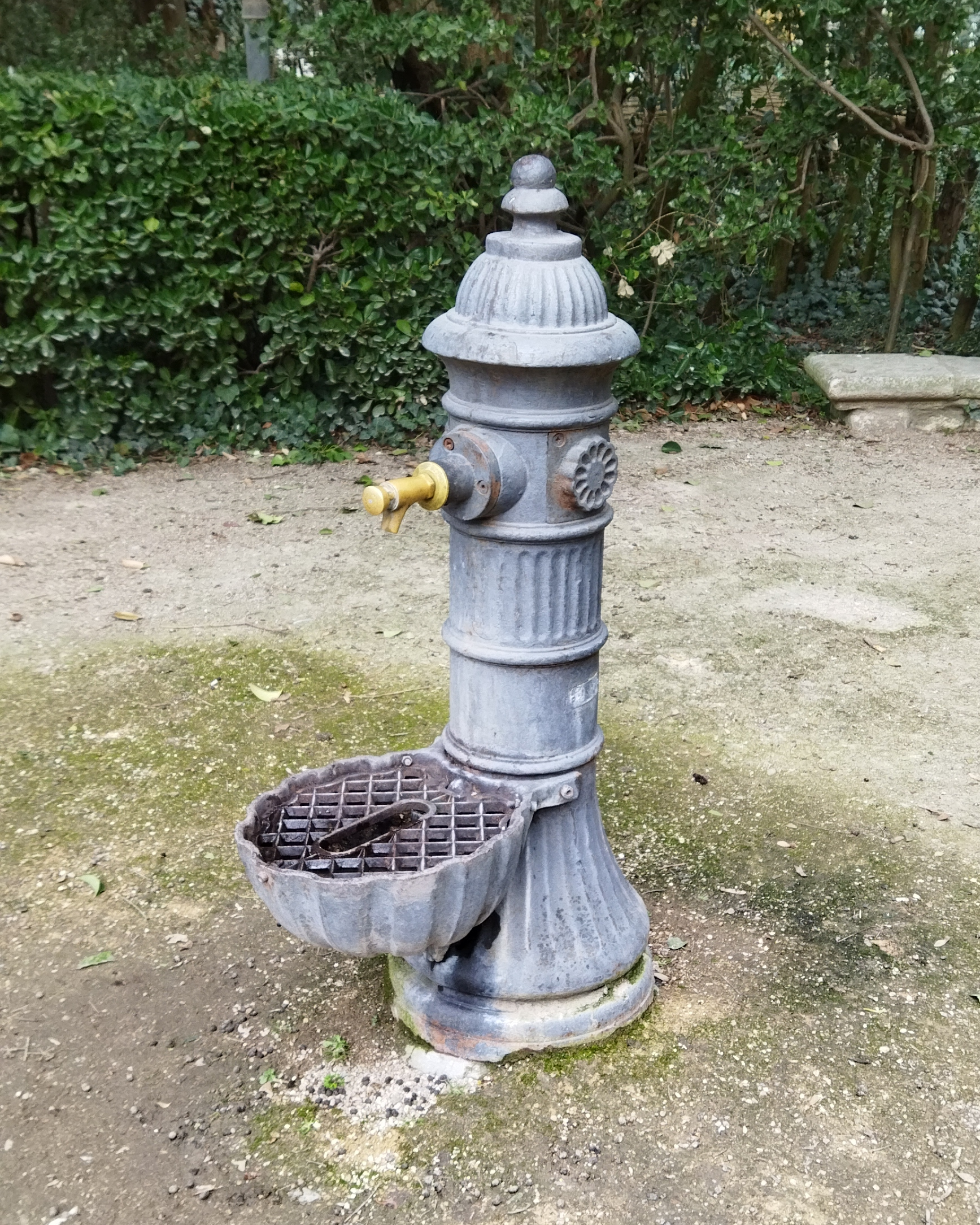
Fuente cilíndrica rematada por una boina o casquete, ubicada en el Campo Grande

Las fuentes públicas que se fueron construyendo en el discurrir de los años no siguieron un patrón único. Tanto la forma como los materiales se diferenciaron unas de otras y fueron cambiando mucho su aspecto. Sin embargo las fuentes alimentadas con las aguas de Argales sí tuvieron algo en común: el empleo de la piedra, los caños de bronce y la existencia de unos pilones o cantareras para apoyar los cántaros en los que se acarreaba el agua.
En el siglo XIX empezó la moda de instalar una farola sobre la fuente que además de embellecer iluminaba la vía pública y la propia fuente. Con este diseño aparecieron las fuentes de la Solanilla, fuente Dorada, plaza de Santa María. En el siglo XX ya fue común a todas las nuevas fuentes el ornato de la farola y se había normalizado el modelo de fuente cúbica, de piedra, con uno o dos caños (uno a cada lado) y sus respectivas cantareras. Se añadió el escudo de la ciudad; durante mucho tiempo se hizo uso de la farola que después se cambió por un bolo de piedra como remate. A mediados del siglo XX se hicieron nuevas fuentes y otras se renovaron con este diseño. Durante estos años se vieron dotados con estas nuevas fuentes las plazas de Cruz Verde, Carmen Ferreiro, Universidad, san Nicolás, Tenerías, Circular, Rosarillo, de los Ciegos, San Juan, Rafael Cano, Carmen, España, Santa Cruz; y las calles de Claudio Moyano con Santa María, avenida de Palencia, Alamillos y Mirlo.

## Los aguadores

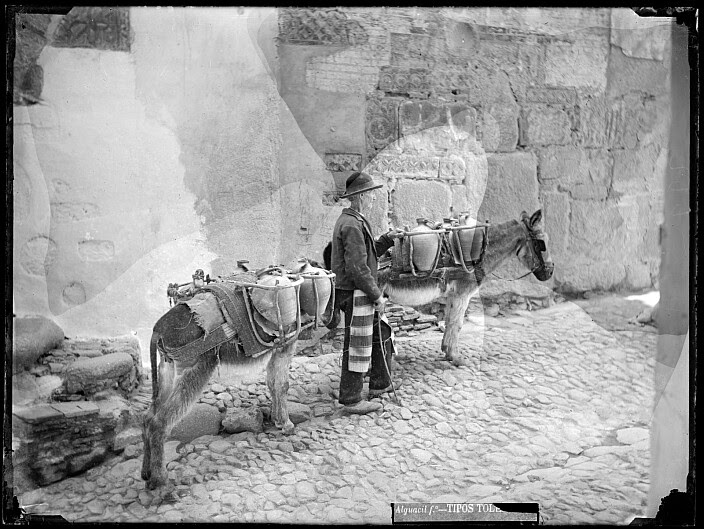
Un aguador de Toledo

El oficio de aguador consistía en acarrear el agua y llevarla a los diversos domicilios. Empleaban para su trasporte  unos cántaros  que llenaban en el río Pisuerga antes de que empezaran a aparecer las fuentes de vecindad y que generalmente cargaban a lomos de caballerías. Los aguadores llegaban desde el río, atravesaban la muralla por la puerta de Nuestra Señora que se llamó después postigo del Río y más tarde puerta de los Aguadores. Esta puerta les conducía por un camino que empezó a llamarse calle de los Aguadores, nombre que con el tiempo se cambió al definitivo de calle de la Encarnación. Allí se juntaban y decidían cómo iba a ser su distribución. A mediados del siglo XVIII, según el catastro del marqués de la Ensenada había en Valladolid veinticinco aguadores; el oficio era hereditario (proporcionaba cuantiosas rentas anuales) y estaba distribuido entre dos familias: los Ribera y los Martínez. Todos los aguadores tenían prohibido coger agua del río Esgueva por su contaminación.